# NRK Østafjells
NRK Østafjells — норвежский региональный телевизионный канал Норвежской вещательной корпорации, вещающий на территории норвежских губерний Бускеруд, Телемарк, Вестфолл. Центр вещания — город Порсгрунн (Телемарк). Главные передатчики в городах Драммен и Тёнсберг. Городские центры также есть в городах Конгсберг, Сельюр, Ол и Халлингдал. Руководитель регионального отделения — директор вещания телепрограмм Хайди Плеум.
Ежедневно эта телерадиокомпания использует 12 часов для регионального радиовещания NRK P1, 30 минут регионального телевещания (BBC1), а также показывает выпуски новостей в сети Интернет на официальных сайтах и интернет-телеканалах. Также является производителем фильмов, телесериалов и программ для NRK. Штат насчитывает порядка 100 сотрудников.